# بيت سميث (متسابق دراجات نارية)
بيت سميث (بالإنجليزية: Pete Smith)‏ هو متسابق دراجات نارية بريطاني، ولد في 11 يوليو 1942 في Hanworth ‏ في المملكة المتحدة.